# Wanduan
Wanduan (王道?) è un kata di karate, che fa parte del Tomari-te, le cui origini si possono trovare in Cina. Le sue tecniche sviluppate nell'area in cui sorgeva il villaggio di Tomari, si sono diffuse ed hanno influenzato gli stili di karate derivati, in particolare lo Shōrin-ryū.

## Storia
Secondo la tradizione orale, oltre alla sua origine cinese il kata è associato ad uno dei re di Okinawa o ad un grande guerriero. Si dice ancora che il Maestro Gichin Funakoshi, prima di codificare il suo stile, lo avesse praticato o almeno lo conoscesse.